# 中信里 (新北市)
25°03′04″N 121°27′02″E / 25.0511119°N 121.4506172°E
中信里，是臺灣新北市新莊區所轄的里，1990年自中港里劃出:58。1998年中信里的西半部再劃出為中平里。人口計有9269人，面積0.12576平方公里，與中平里、中隆里、中原里及中港里相鄰。

## 歷史

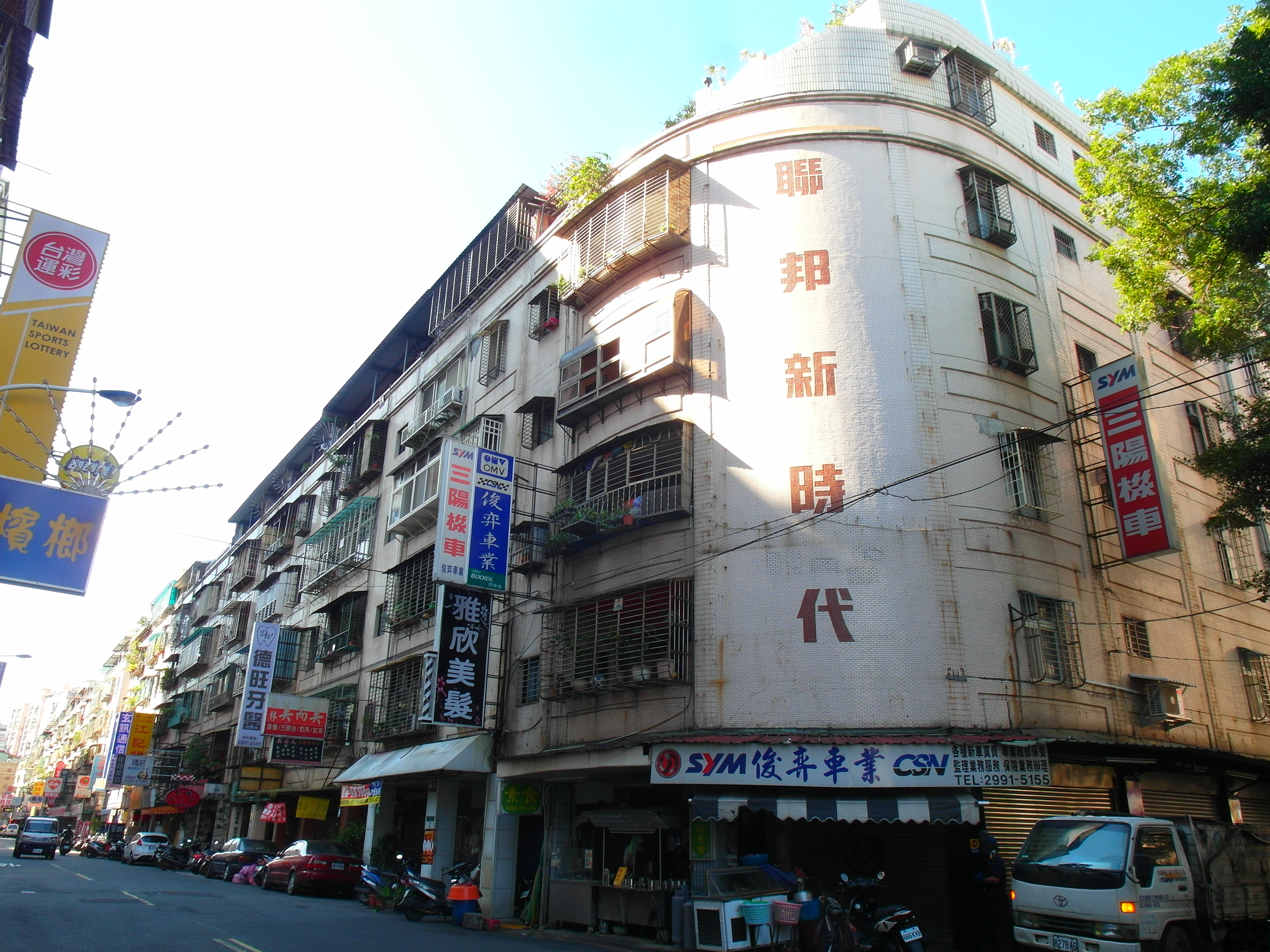
聯邦新時代社區

位於新莊區北部的中信里成立於1990年，但有關該地區附近的記載可追溯到17世紀。17世紀，西班牙人與荷蘭東印度公司曾降服過新莊北部的武朥灣社:34。18世紀，來自中國東南沿海的漢人移民臺灣，福建漳州龍溪人郭宗嘏開墾新莊街北方的平原:36，而中信里的原址是中港厝的一片田。1763年，廣東饒平人劉承纘等人開鑿劉厝圳，其圳路流經中港厝:36。經過兩百多年的演變，劉厝圳底下的水路迄今仍流經中信里。
國民政府接收臺灣後，中港厝改為新莊區新莊鎮中港里。1950年，泰山由新莊分治，中港里仍屬新莊鎮。1970年代，為疏散臺北市區人口，政府在市郊發展衛星市鎮，陸續頒布臺北縣各鄉鎮都市計畫。1973年，新莊都市計畫公布實施，上新莊的中港里劃設住宅區，該里的農地逐漸由南而北改為住宅社區，大量勞動人口移入新莊。
1984年起，聯邦建設於中信街兩側興建五層連棟式公寓「聯邦新時代」，是個約千戶規模的大型公寓社區。1990年，中信里成立，首任里長為林阿元:94，當時的中信里的範圍東起中港路、西至中平路，主體聚落為聯邦新時代社區；同年8月，中信里內的榮富國小開始招生，並將37班約千餘名本地學生從中港國小撥入榮富國小就讀。
1992年至1994年間，宏福集團在第一劉厝支線中港厝分線以西興建住宅大樓，包含狀元社區、都市特區等。
1994年，僑泰建設在中和街興建「一道彩虹」造鎮案，包含彩虹社區、鹿特丹社區、城品社區、海牙社區。
1998年，中信里、中平里分治，中和街以西的部分劃出新設中平里。1990年代以後，餘下的空地陸續興建華廈與社區大樓，較大型的社區有新莊貴族、中港吉第、大莊家、國順府城社區、聯邦新貴族、中信學園、音樂歐洲、學府公園大樓等。
2011年2月14日起，大都會客運營運之652路線聯營公車，改由新莊發車，行經幸福路後轉入中和街進入中信里，里內設有「中和街站」、「榮富國小站」，再延中信街北去離開中信里。可通達臺北車站、內湖科學園區。

## 歷任里長
| 屆次 | 姓名   | 黨籍       | 就任時間       | 卸任時間       | 備註 |
| ---- | ------ | ---------- | -------------- | -------------- | ---- |
| 1    | 林阿元 | 中國國民黨 | 1990年8月1日   | 1994年8月1日   | 首任 |
| 2    | 林阿元 | 中國國民黨 | 1994年8月1日   | 1998年8月1日   |      |
| 3    | 吳福衫 | 無黨籍     | 1998年8月1日   | 2002年8月1日   |      |
| 4    | 林阿元 | 無黨籍     | 2002年8月1日   | 2006年8月1日   |      |
| 5    | 林阿元 | 無黨籍     | 2006年8月1日   | 2010年12月25日 |      |
| 6    | 林阿元 | 無黨籍     | 2010年12月25日 | 2014年12月25日 |      |
| 7    | 桂健興 | 無黨籍     | 2014年12月25日 | 2018年12月25日 |      |
| 8    | 林阿元 | 無黨籍     | 2018年12月25日 | 2022年12月25日 | 現任 |

## 文教
- 黃愚紀念文藝活動中心。1995年落成啟用，位於黃城公園內，內有圖書館、書報室、閱覽室、文康室以及露天劇場[1][10]。該公園是由新莊的黃城家族捐資興建[11][12]。
- 新北市私立新榮富、榮欣、新榮富新莊幼兒園。
- 新北市新莊區榮富國民小學。1988年奉准設校，籌備時擬名為中信國小。1990年招收首批學生，校址位於中信街以西，因慈善家周榮富捐獻甚多，故定名為榮富國民小學[13]。
- 新北市立中平國民中學。1988年奉准設校，1993年招收首批學生。校址位於中平路，故定名為中平國民中學。
- 新北市立新莊高級中學。1990年奉准設校，1992年招收首批學生。建校初期校名為國立新莊高級中學，2013年改隸新北市後更為現名。

## 信仰
座落於中信里的臺灣民間信仰廟宇有主祀福德正神的中信福德宮、主祀池府千歲的池王府、主祀太上老君的雷法壇、主祀觀世音菩薩的玄德碧雲堂、主祀地藏王菩薩、文武大眾爺的中港神將會。

## 外部連結
- 新莊區公所 - 中信里（页面存档备份，存于）
- 新莊區中信里治安社區服務網 （页面存档备份，存于）